# Norbert Steger
Norbert Steger, född 6 mars 1944 i Wien, är en österrikisk advokat och tidigare politiker för FPÖ, för vilket han var partiledare 1980 till 1986. Mellan 1983 och 1987 var han också Österrikes vicekansler och handelsminister.
Hans efterträdare som partiledare var Jörg Haider.